# Onutregse toestanden
Onutregse Toestanden is een Nederlandse documentaire uit 2012 van Ruud Bakker. Hij onderzoekt daarin het activisme en idealisme in Utrecht, in de jaren zeventig en begin jaren tachtig van de vorige eeuw. Hij schetst daarbij een ontwikkeling van geweldloosheid naar geweld, gelet op het karakter van de confrontaties tussen activisten en politie.

## Synopsis
Ruud Bakker komt in 1985 in Utrecht te wonen, het jaar van het pausbezoek. Hij verbaast zich over het gewelddadige karakter van de demonstratie. Dat is aanleiding voor hem om terug te gaan in de tijd. In een archief onderzoekt hij het idealisme van de jaren zeventig, dat wordt gekoppeld aan de komst van winkelcentrum Hoog Catharijne. Er treedt een groeiend besef op bij de inwoners over de vraag van wie de stad is.
Begin jaren tachtig ontaardden de kraak van popcentrum Tivoli en de bezetting van landgoed Amelisweerd in een gewelddadig treffen met politie en mobiele eenheid.

## Achtergrond
Onutregse Toestanden is een portret van idealisten, in de vorm van interviews en archiefbeelden. De film geeft daarnaast aan hoe Utrecht zich ontwikkelde. De dreigende cityvorming werd door burgeracties afgewend waardoor belangrijke delen van de stad bleven behouden.

## Productie
De film is geproduceerd door stichting Hollandse Verbeelding met als uitvoerend producent Adapter film.

## Uitbreng
De première vond plaats op 28 januari 2012 in het Louis Hartlooper Complex in Utrecht.
Onutregse Toestanden is uitgebracht op dvd.
| Onutregse Toestanden |                                                      |
| -------------------- | ---------------------------------------------------- |
| Regie                | Ruud Bakker                                          |
| Camera               | Hans Jonkhart                                        |
| Geluid               | Robbert Bleys, André Hogeslag en Ferry van der Werff |
| Lengte               | 55 minuten                                           |
| Genre                | Documentaire                                         |
| Première             | 28 januari 2012                                      |